# HMY Britannia
Королевская яхта Britannia (англ. His Majesty’s Yacht Britannia) — яхта, принадлежавшая королевской семье Великобритании. 83-я королевская яхта со времён реставрации монархии в 1660 году. Вторая яхта, носящая это название. По состоянию на май 2014 года — корабль-музей на океанском терминале Лейта в Эдинбурге (Шотландия).

## Строительство и конструкция
HMY Britannia построена на верфи John Brown & Company в Клайдбанке для Её Величества королевы Елизаветы II. Спущена на воду 16 апреля 1953, введена в эксплуатацию 11 января 1954.
Представляла собой трехмачтовый корабль (фок-мачта, грот и бизань), первая и третья мачты - откидные для прохода под мостами. Как и любое судно военно-морского флота, в военное время могло использоваться для нужд флота. Планировалось переоборудовать его в госпитальное судно, но эти планы не были реализованы.

## Служба

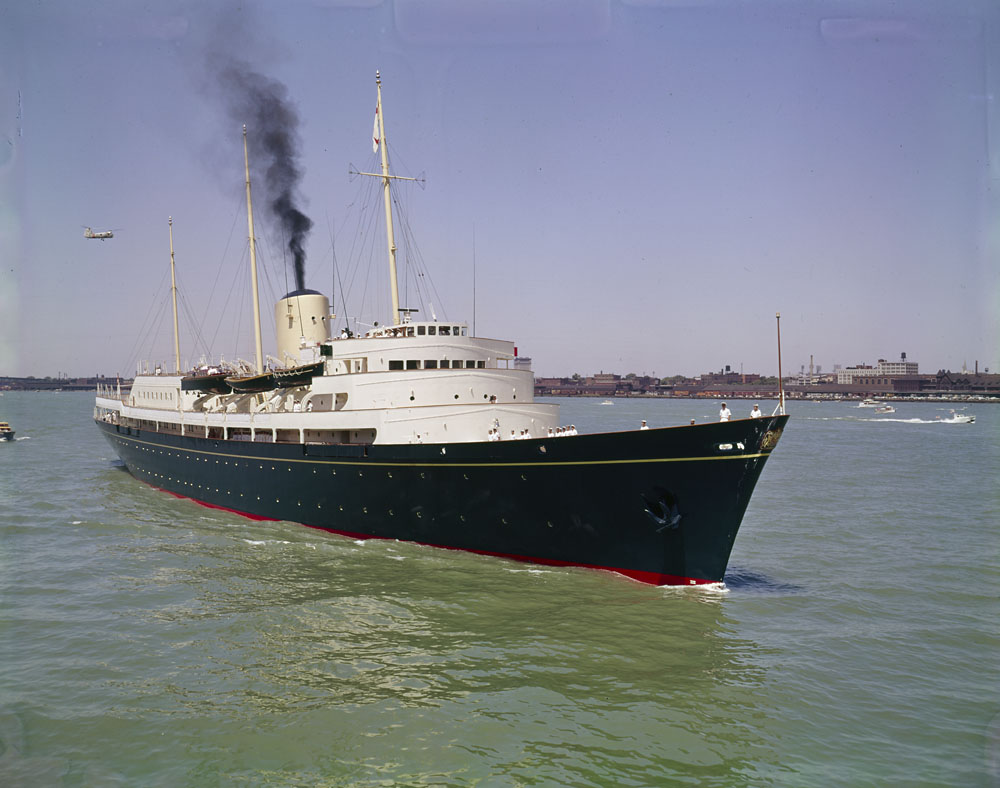
HMY Britannia идет по реке Виндзор, провинция Онтарио

На протяжении своей карьеры яхта с королевой и членами королевской семьи на борту совершила 696 зарубежных визитов и 272 посещений в британских водах. Всего было пройдено 1 087 623 морских миль.
20 июля 1959 года яхта посетила Чикаго, таким образом королева стала первым британским монархом, побывавшим в этом городе. В этом же круизе участвовал президент США Дуайт Эйзенхауэр. Позднее яхту также посетили Джеральд Форд и Рональд Рейган. На «Британии» совершили путешествие в свой медовый месяц Чарльз и Диана, принц и принцесса Уэльские, в 1981 году. Единственный раз корабль частично принял на себя обязанности госпитального судна, эвакуировав более 1000 беженцев из Адена во время гражданской войны в 1986 году. Последняя миссия яхты была по доставке генерал-губернатора Гонконга Криса Паттена во время передачи колонии под юрисдикцию КНР 1 июля 1997 года.

## Списание
В 1997 году правительство Джона Мейджора взяло на себя обязательство заменить «Британию» в случае её списания, Лейбористская партия отказалась от этого намерения, после её победы 1 мая 1997 года было объявлено, что яхта будет выведена из состава флота и замены ей не будет. Консервативная партия возражала, что постройка нового корабля будет способствовать повышению имиджа Великобритании на международной арене. Но строительство нового корабля, проектирование которого уже велось, так и не началось. Причина была в уменьшении оборонного бюджета после окончания «холодной войны» (постройка всех кораблей ВМФ ведется именно по этой статье бюджета) и большой стоимости содержания корабля. Впрочем, правительство не исключало возможность постройки новой яхты за счет частных инвесторов или за счет королевского двора, с последующим включением в состав королевского ВМФ. 
После вывода из состава флота 1 декабря 1997 года «Британия» была объявлена частью Национального музея флота и была пришвартована в историческом порту Лейт, Эдинбург, Шотландия. Уходом за кораблем занимается шотландская компания Royal Yacht Britannia Trust.
Ежегодно её посещают более 250 тысяч человек, кроме того иногда на её борту проводятся различные мероприятия.
В коллекцию кроме яхты входят Rolls-Royce Phantom V, принадлежавший королевской семье в 1960-х годах, и малая гоночная яхта 1936 года Bloodhound, которая когда-то принадлежала королеве, а теперь пришвартована к борту «Британии».